# Chirosia orthostylata
Chirosia orthostylata este o specie de muște din genul Chirosia, familia Anthomyiidae, descrisă de Qian și Fan în anul 1981. Conform Catalogue of Life specia Chirosia orthostylata nu are subspecii cunoscute.